# Czaszówka odchodowa

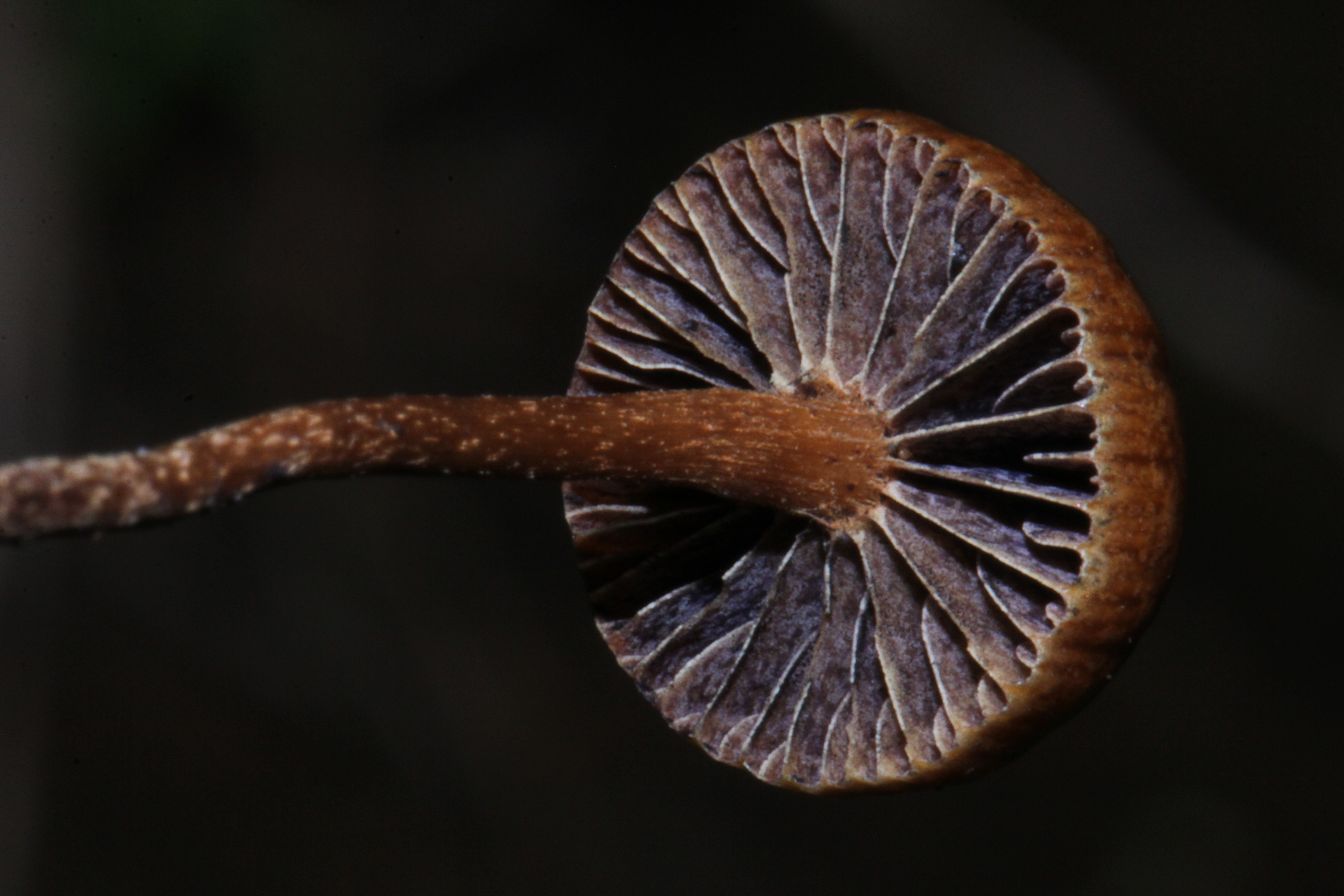

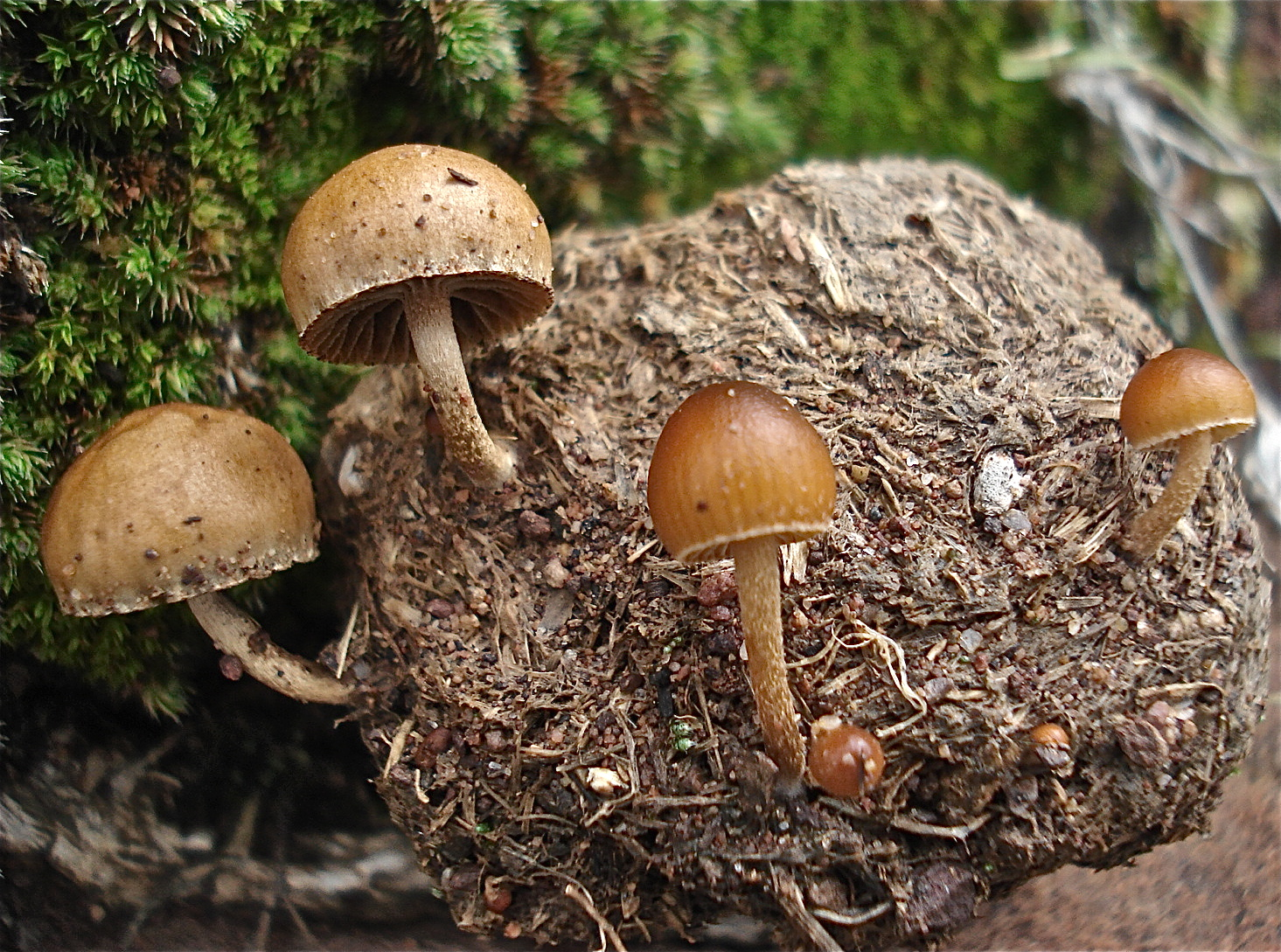

Czaszówka odchodowa, łysiczka odchodowa (Deconica coprophila (Bull.) P. Karst.) – gatunek grzybów należący do rodziny pierścieniakowatych (Strophariaceae).

## Systematyka i nazewnictwo
Pozycja w klasyfikacji według Index Fungorum: Deconica, Strophariaceae, Agaricales, Agaricomycetidae, Agaricomycetes, Agaricomycotina, Basidiomycota, Fungi.
Po raz pierwszy takson ten zdiagnozował w 1879 r. Jean Baptiste François Pierre Bulliard, nadając mu nazwę Agaricus coprophilus. Obecną, uznaną przez Index Fungorum nazwę nadał mu w 1879 r. Petter Adolf Karsten.
Synonimy:

- Agaricus coprophilus Bull. 1793
- Geophila coprophila (Bull.) Quél. 1886
- Psilocybe coprophila (Bull.) P. Kumm. 1871
- Psilocybe coprophila var. vomitiicola Killerm. 1939
- Stropharia coprophila (Bull.) J.E. Lange 1936
- Stropharia coprophila f. etiolata J.E. Lange 1936
- Stropharia coprophila f. subetiolata J.E. Lange 1936[2].

Władysław Wojewoda w 1999 r. zaproponował nazwę polską łysiczka odchodowa. Wówczas takson ten znany był jako Psilocybe coprophila. Franciszek Błoński w 1896 r. używał nazwy łysiczka gnojowa, a Stanisław Chełchowski w 1898 r. cierniówka (łysiczka) nawozowa. Po przeniesieniu tego gatunku do rodzaju Deconica nazwy polskie stały się niespójne z nazwą naukową. W 2025 r. Komisja ds. Polskiego Nazewnictwa Grzybów Polskiego Towarzystwa Mykologicznego zarekomendowała nazwę łysiczka odchodowa.

## Morfologia
Kapelusz
Średnica 1–2,5 cm, początkowo półkulisty, czasem z niskim garbkiem, potem wypukły. Brzeg podwinięty nawet u starszych okazów, rzadko płaski. Powierzchnia naga, nieco lepka, w stanie wilgotnym prążkowana, czerwonawobrązowa, blednąca z wiekiem do żółtobrązowej. Brak pozostałości po zasnówce, lub są nietrwałe w postaci drobnych łusek na kapeluszu u młodych owocników.
Blaszki
Przyrośnięte, średnio gęste, dość szerokie, początkowo blado szare, potem szarawo brązowe, na koniec purpurowo brązowe.
Trzon
Wysokość 1,5–5 cm, grubość 1–3 mm, cylindryczny, prosty, czasem wykrzywiony przy podstawie. Powierzchnia sucha, u młodych owocników czasami łuseczkowata, potem włókienkowata, biaława do spłowiało żółto brązowej. Nie zmienia barwy na niebieska po uszkodzeniu. Czasami pozostałości zasnówki tworzą zanikająca strefę pierścieniową.
Miąższ
Cienki, tej samej barwy co kapelusz, niezmieniający barwy po uszkodzeniu.
Cechy mikroskopowe
Wysyp zarodników purpurowobrązowy. Zarodniki 11–14 × 7–9 µm, elipsoidalne, gładkie.
Gatunki podobne
Łysiczka odchodowa charakteryzuje się kapeluszem czerwonawo brązowym do matowo żółto brązowego, higrofanicznością i resztkami białawej osłony u młodych owocników. W odróżnieniu od gatunków z rodzaju Psilocybe (łysiczka), nie zmienia barwy na niebieską po uszkodzeniu. Nie zawiera ani psilocybiny ani psylocyny. Dość często mylona jest z łysiczką łajnową (Protostropharia semiglobata), która również rozwija się na odchodach zwierząt, ale jest bardziej żółtawy, ma śliski trzon i nie jest prążkowany, nawet w młodości. Na odchodach zwierząt rozwijają się jeszcze niektóre gatunki kołpaczków (Panaeolus) i czernidłaków (Coprinus). Kołpaczki można odróżnić po suchych, nie lepkich kapeluszach i charakterystycznych nakrapianych blaszkach, owocniki czernidłaków rozpływają się z wiekiem do postaci atramentowatego płynu.

## Występowanie i siedlisko
Jest szeroko rozprzestrzeniony, podano jego występowanie na wszystkich kontynentach W piśmiennictwie naukowym na terenie Polski podano liczne stanowiska.
Saprotrof, grzyb koprofilny. Siedlisko: łąki, pola uprawne, lasy liściaste, zarośla, ogrody. Owocniki wyrastają od czerwca do września pojedynczo lub gromadnie na odchodach krów, koni, owiec i dzikich zwierząt.